# Poggio Renatico
Poggio Renatico is een gemeente in de Italiaanse provincie Ferrara (regio Emilia-Romagna) en telt 8077 inwoners (31-12-2004). De oppervlakte bedraagt 79,8 km², de bevolkingsdichtheid is 97 inwoners per km².
De volgende frazioni maken deel uit van de gemeente: Chiesa Nuova, Coronella, Gallo, Madonna Boschi.

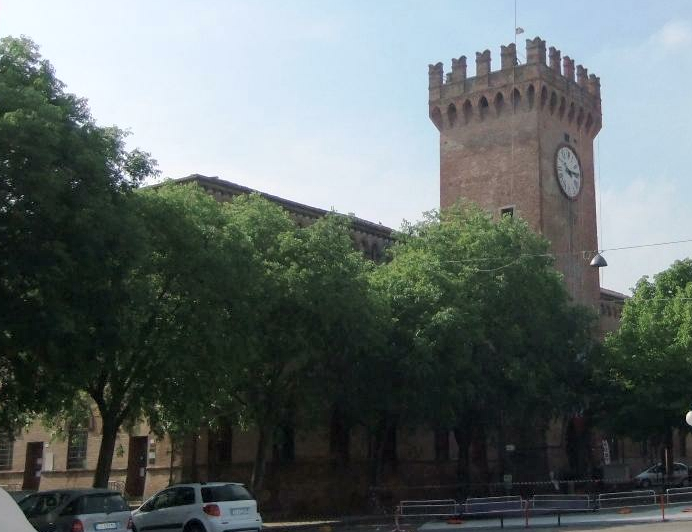
Castello Lambertini
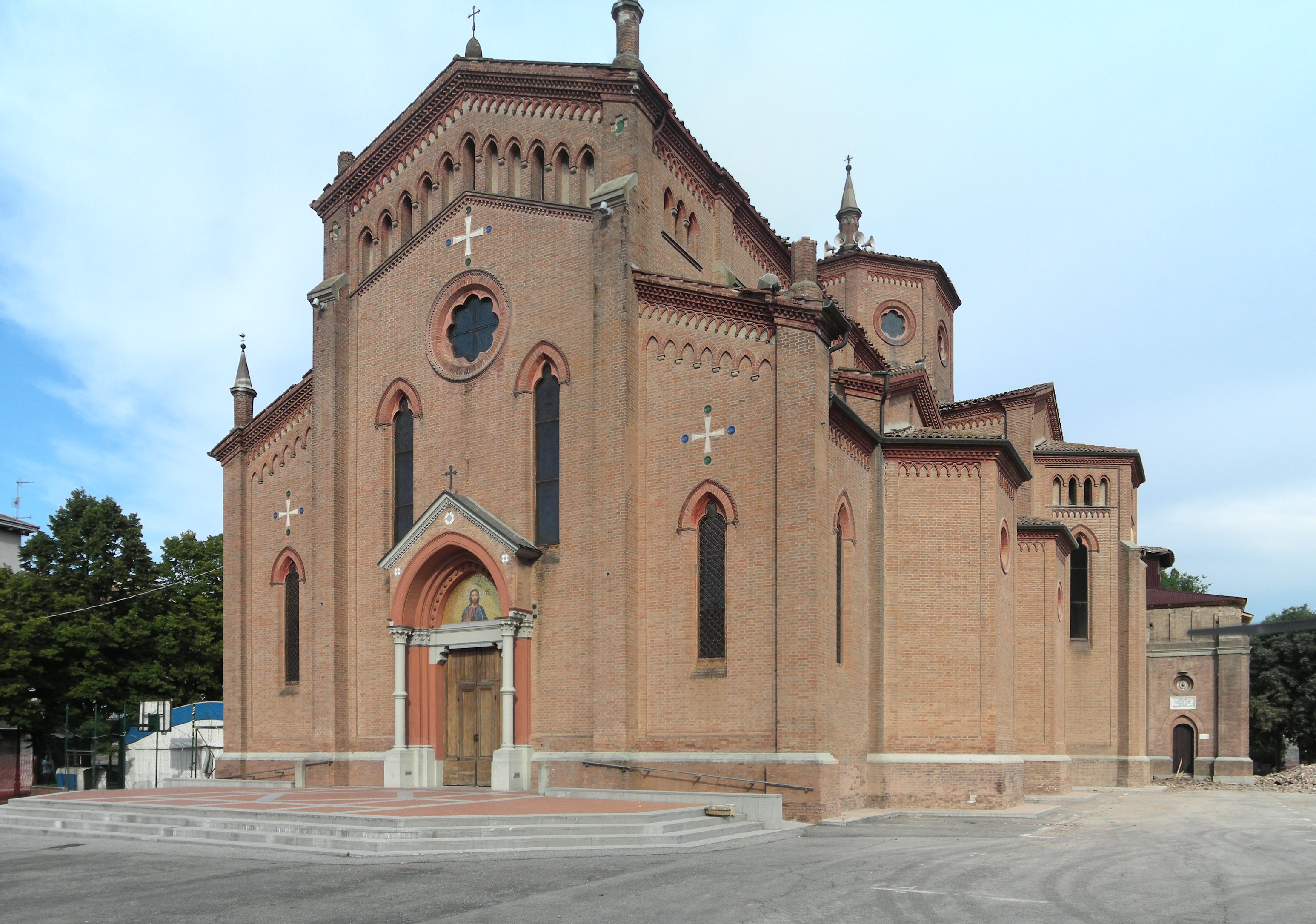
Abdijkerk van Poggio Renatico

## Demografie
Poggio Renatico telt ongeveer 3370 huishoudens. Het aantal inwoners steeg in de periode 1991-2001 met 4,0% volgens cijfers uit de tienjaarlijkse volkstellingen van ISTAT.
| Jaar | Inwoneraantal |
| ---- | ------------- |
| 1991 | 7383          |
| 2001 | 7679          |

## Geografie
De gemeente ligt op ongeveer 10 meter boven zeeniveau.
Poggio Renatico grenst aan de volgende gemeenten: Baricella (BO), Ferrara, Galliera (BO), Malalbergo (BO), Mirabello, Sant'Agostino, Vigarano Mainarda.